# Les Cloches de Silésie
Pour plus de détails, voir Fiche technique et Distribution.
Les Cloches de Silésie (Das Unheil) est un film germano-français réalisé par Peter Fleischmann, sorti en 1972.

## Fiche technique
- Titre : Les Cloches de Silésie
- Titre original : Das Unheil
- Réalisation : Peter Fleischmann
- Scénario : Peter Fleischmann et Martin Walser
- Production : Peter Fleischmann
- Photographie : Dib Lutfi
- Assistant-réalisateur : Jean-François Stévenin
- Pays d'origine :  Allemagne-  France
- Format : couleur - 1,66:1 - Mono
- Genre : thriller
- Durée : 106 minutes
- Date de sortie : 1972

## Distribution
- Vitus Zeplichal : Hille
- Reinhard Kolldehoff : Pfarrer
- Silke Kulik : Dimuth
- Helga Riedel-Hassenstein : Mutter
- Ingmar Zeisberg : Sibylle
- Werner Hess : Dr. Raucheisen
- Ulrich Greiwe : Étudiant
- Frédérique Jeantet : Roswitha
- Gabi Will : Gabi